# Jean Maurice Perronet
Jean Maurice Perronet (19. oktober 1877 – 1. april 1950) var en fransk fægter som deltog i de første moderne olympiske lege i Athen i 1896.
Perronet kom på en andenplads fægtning i disciplinen fleuret under OL 1896 i Athen. Han tabte i finalen til Leonidas Pyrgos fra Grækenland som blev olympisk mester. Der var kun to deltagere i disciplinen.